# BS Cancri
BS Cancri (BS Cnc) es una estrella en la constelación del Cangrejo.
Es miembro del cúmulo abierto M44, conocido como «El Pesebre», el cual se encuentra a unos 580 años luz del sistema solar.
BS Cancri es una estrella blanca de la secuencia principal de tipo espectral A9V.
Con una temperatura efectiva de 7277 K, su luminosidad es diez veces superior a la del Sol.
Gira sobre sí misma con una velocidad de rotación proyectada de 138 ± 7 km/s.
Tiene una masa un 66% mayor que la masa solar y, como el resto del cúmulo, su edad es de unos 600 millones de años; ello supone que ha transcurrido el 40% de su vida como estrella de la secuencia principal.
BS Cancri es una variable Delta Scuti.
Se han determinado veinte distintos períodos, muchos de ellos de amplitud variable. Como ejemplo, en el período de 1,545 horas, durante dos años de estudio la amplitud de la variación osciló entre 2,35 y 0,86 milimagnitudes.
Otro período —de 0,759 horas de duración— no fue observado en 2008 pero sí en 2009, donde mostró una gran amplitud de variación.
Los períodos dominantes son de 0,697, 0,702 y 0,577 horas.